# Henri-Jules Juchereau Duchesnay
Pour l’article homonyme, voir Duchesnay.
Henri-Jules Juchereau Duchesnay (6 juillet 1845-6 juillet 1887) est un avocat, exploitant de ferme laitière et homme politique fédéral et municipal du Québec.

## Biographie
Né à Sainte-Marie-de-Beauce dans le Canada-Est, il étudie au Petit séminaire de Québec, à l'Université Laval et à l'Université McGill. Nommé au Barreau en 1866, il part pratiquer à Québec avant de revenir s'établir à Sainte-Marie en Beauce. Il sert comme Lieutenant-colonel dans le 23e bataillon de Beauce de 1880 à 1887. Il entame une carrière publique en devenant maire de la municipalité de Sainte-Marie. En 1882, il établit une exploitation laitière dans la région de Sainte-Marie. Cette exploitation est la première à avoir des séparateurs crèmes centrifuges en Amérique du Nord. En 1885, il s'exprime publiquement contre l'exécution de Louis Riel.
Élu sous la dénomination de conservateur nationaliste dans Dorchester en 1887, il est mort en fonction la même année de la fièvre typhoïde.
Son beau-frère, Honoré Julien Jean-Baptiste Chouinard, le remplace à titre de député de Dorchester et son père, Elzéar-Henri Juchereau Duchesnay, a été sénateur de la division de Lauzon.